# Saint Jack
Saint Jack, el rey de Singapur (en inglés, Saint Jack) es una película cómica criminal de 1979 dirigida por Peter Bogdanovich, basada en la novela homónima de 1973 de Paul Theroux. La película está protagonizada por Ben Gazzara, Denholm Elliott y George Lazenby.

## Argumento
Jack Flowers, un veterano de origen italiano de la guerra de Corea y licenciado en literatura, vive en Singapur desde hace muchos años. Como con sus antecedentes no tiene posibilidad de vivir con un trabajo digno, decide montar su propio prostíbulo y acaba chocando con el inframundo de las Tríadas Chinas.

## Reparto
- Ben Gazzara como Jack Flowers
- Denholm Elliott como William Leigh
- James Villiers como Frogget
- Joss Ackland como Yardley
- Rodney Bewes como Smale
- Mark Kingston como el señor Yates
- Lisa Lu como la señora Yates
- Monika Subramaniam como Monika
- Judy Lim como Judy
- George Lazenby como el senador
- Peter Bogdanovich como Eddie Schuman
- Joseph Noël como Gopi

## Producción
Cybill Shepherd demandó a la revista Playboy después de que publicasen fotos suyas de La última película. Como parte del acuerdo, obtuvo los derechos de la novela Saint Jack, que había qwerido convertirlo en una película desde que Orson Welles le dio una copia.
Saint Jack se rodó completamente en diferentes localizaciones de Singapur entre mayo y junio de 1978. Los lugares que aparecen en la película incluyen el antiguo centro ambulante Empress Place Building (actualmente derruido) y Bugis Street. Las autoridades locales conocían el libro, de manera que el equipo de producción extranjero no les dijo que la adaptarían, por miedo a que no le permitiesen rodar la película. En lugar de esto, crearon una sinopsis falsa para una película llamada Jack of Hearts, (idea del director como «cruce» entre Love Is a Many-Splendored Thing y Pal Joey) y la mayoría de los singapurenses implicados en la producción creían que era realmente el proyecto en que estaban trabajando.

## Estreno y acogida del público
La película se prohibió en Singapur y Malasia el 17 de enero de 1980. Singapur la prohibió "en gran parte a causa de la preocupación que hubiesen ediciones con excesivas escenas de desnudo y lenguaje grueso antes de que pudiese mostrarse a un público general", y no levantó la prohibición hasta 2006.
En una entrevista con The New York Times el 15 de marzo de 2006, Bogdanovich dijo: "Saint Jack y  Todos rieron eran dos de mis mejores películas, pero nunca recibieron el tipo de distribución que deberían tener".